# Abbaye de Redwoods
L'abbaye de Redwoods est une abbaye de moniales trappistines située au nord de la Californie, à proximité du village de Whitethorn (en).
Fondée en 1962 par les sœurs de Notre-Dame-de-Nazareth, en Belgique, elle se développe très lentement, à cause de l'exiguïté et de l'isolement particulièrement importants du site.

## Localisation
L'abbaye est située dans la région des séquoias, appelée Redwood Empire. Plus précisément, elle est localisée dans la haute vallée de la Mattole (en), à 320 mètres d'altitude environ ; une petite chaîne de montagnes culminant à 840 mètres la sépare de l'Océan Pacifique. C'est le monastère le plus occidental des États-Unis,.

## Histoire

### Fondation
L'abbaye est fondée en 1962 par un groupe de quatre trappistines dont Myriam Dardenne. Celle-ci, abbesse de Notre-Dame-de-Nazareth, en Belgique, quitte l'Europe pour fonder Redwoods. L'abbaye belge cherchait initialement à fonder une nouvelle communauté en Afrique, mais le contexte politique lié à la décolonisation rendait ce projet impossible ; le don fait par Bob Usher à l'ordre cistercien du terrain californien change alors les plans des religieuses. Toutes les abbayes cisterciennes des États-Unis participent financièrement à l'établissement du nouveau monastère. Roger de Ganck, moine trappiste de l'abbaye de Westmalle, accepte d'accompagner les sœurs pour être leur aumônier,.
Les religieuses arrivent sur place le 31 octobre 1962. Elles bénéficient également de la relative proximité de la communauté masculine de New Clairvaux, à Vina. Les quatre pionnières, aidées des frères trappistes, préparent ensuite l'arrivée des huit sœurs suivantes ; le 15 août 1963, la vie monastique commence officiellement,.

### Développement
L'adaptation des sœurs belges est difficile ; certaines sont rebutées par le climat et le relief et retournent en Europe au cours des années 1960 ; en parallèle, des Américaines postulent au monastère ; en conséquence, la liturgie de l'abbaye est peu à peu adaptée en anglais.
En 1964, les logements servant à l'accueil des retraitants et des familles sont terminés. L'église est consacrée le 3 mai 1967. Les cabanes des sœurs, quant à elles, ne sont achevées qu'en 1976,.
En mai 1968, Thomas Merton vient à l'abbaye proposer un atelier de prière ; séduit par le lieu, il cherche à se construire un ermitage pour s'y établir à demeure, mais il meurt l'année suivante avant la concrétisation de ce projet.
En 2009, la communauté compte douze sœurs.

### Liste des abbesses
- Myriam Dardenne, supérieure du 1er novembre 1962 au 21 novembre 1964, puis abbesse de cette date au 21 novembre 1976, supérieure ad nutum jusqu'au 31 août 1985, enfin à nouveau abbesse jusqu'au 8 décembre 1989
- Diane Foster, abbesse du 31 janvier 1990 au 17 décembre 1995
- Rosemary Durcan, supérieure ad nutum du 29 décembre 1995 à 1998[4]

## Vie de la communauté
La communauté des sœurs possède environ 96 hectares de terres, en grande majorité boisées et fortement accidentées. La pratique de l'agriculture, traditionnelle chez les cisterciens, est rendue quasiment impossible par les conditions topographiques et podologiques. Les trappistines vivent donc de l'exploitation de la forêt, et notamment de la vente de bois de feu ; elles cueillent également des champignons, des herbes et des écorces aromatiques pour confectionner des tisanes. Deux vergers de pommiers et un potager fournissent fruits et légumes pour la communauté.

## Architecture
Le choix est fait, vu la pente et la couverture végétale du site, de ne pas construire un grand bâtiment pour y disposer les cellules des religieuses, mais de les regrouper deux par deux dans des cabanes.